# Pajor Miklós
Pajor Miklós, Pafcsuga, névváltozatok: Paftsuga, Pafcsug (Turdossin, 1884. február 3. – Budapest, Józsefváros, 1956. szeptember 19.) ügyvéd, csehszlovákiai magyar politikus.

## Élete
Pafcsug Ignác és Kostyalik Zsófia fiaként született. Kolozsvárott és Budapesten folytatta jogi tanulmányait, majd Kassára került ügyvédnek. Ott a főiskolások Szent Imre Egyletének elnöke lett. Pafcsuga családi nevét 1911-ben Pajorra változtatta.
A csehszlovák államfordulat után évekig a kassai városi tanács tagjaként tevékenykedett, illetve az Országos Keresztényszocialista Párt egyik helyi vezetője volt. 1935-1938 között az OKP listájáról a csehszlovák nemzetgyűlés szenátora volt. Az első bécsi döntést követően a magyar parlament behívott képviselője lett. Élete végén raktári kiadóként dolgozott. Halálát szívbénulás, koszorúér-elmeszesedés okozta.
Felesége Novelly Mária volt, akivel 1913-ban kötött házasságot Kassán.